# BW Classic
Le BW Classic est une course cycliste belge disputée autour de la ville de Tubize dans la province du Brabant wallon dont les initiales (BW) ont donné le nom de la course. 
Créée en 2023, elle a intégré le calendrier de l'Union cycliste internationale et fait partie de l'UCI Europe Tour à compter de son année de création, en catégorie 1.2. Elle est par conséquent ouverte aux équipes continentales professionnelles belges, aux équipes continentales, à des équipes nationales et à des équipes régionales ou de clubs. Les UCI WorldTeams (première division) ne peuvent pas participer.
Les deux premières éditions se sont appelées SD Worx BW Classic reprenant le nom du sponsor qui est aussi actif au niveau du cyclisme féminin avec l'équipe cycliste SD Worx-Protime. La première édition a été organisée le 19 juillet 2023 sur une distance de 185,1 km entre Tubize et Tubize et a été remportée par Milan Fretin.
Pour la partie technique et sportive, Max Cap Production collabore avec TRW Organisation, société organisatrice du Tour de Wallonie et du Grand Prix de Wallonie.
Il existe aussi la BW Women Race pour les dames.
En 2025, la course est annulée, la nouvelle majorité à la tête de la ville de Tubize ne souhaitant plus prolonger sa collaboration pour organiser les départs et arrivées sur le territoire communal.

## Palmarès
| Année | Vainqueur      | Deuxième         | Troisième        |
| ----- | -------------- | ---------------- | ---------------- |
| 2023  | Milan Fretin   | Norman Vahtra    | Siebe Deweirdt   |
| 2024  | Laurens Sweeck | Tibor Del Grosso | Aaron Van Poucke |
| 2025  | annulé         | annulé           | annulé           |